# سونگ ویگانگ
سونگ ویگانگ (انگلیسی: Song Weigang؛ زادهٔ ۵ مهٔ ۱۹۵۸) بازیکن واترپلو اهل چین بود.
وی در مسابقات کشوری و بین‌المللی در مجموع برندهٔ ۱ مدال طلا شده‌است.